# Karlheinz Diez
Karlheinz Diez, né le 20 février 1954 à Freigericht (Hesse, Allemagne), est un prélat catholique allemand, évêque auxiliaire de Fulda depuis 2004.

## Biographie
Karl Heinz Diez est l'aîné des trois fils de Raymond et Herta Diez. À la fin de ses études secondaires, qu'il a passé au Progymnasium de Freigericht ainsi qu'au Domgymnasium de Fulda, il entre au séminaire de Fulda en 1974 et poursuit ses études au Collegium Germanicum de Rome. Là, il est ordonné diacre par Eduard Schick (de), le 19 mars 1977, puis, le 10 octobre 1978, il est ordonné prêtre par le cardinal László Lékai. De 1979 à 1981, il travaille alors comme aumônier de la paroisse de Sainte-Marie à Cassel. 
Il commence ensuite ses études de doctorat en théologie à l'Université pontificale grégorienne de Rome, d'où il sort diplômé en 1985, avec une thèse intitulé « Le Christ et son Église ». Karlheinz Diez travaille ensuite sur sa thèse d'habilitation, cependant, il est simultanément chargé de différentes tâches dans le diocèse de Fulda. De 1989 à 2000, il est chancelier du Séminaire de Fulda. En 1995, il complète son habilitation à Mayence, avec pour sujet la « théologie dogmatique et œcuménique ». Sa thèse d'habilitation, intitulée « Ecclesia – non est civitas Platonica », traite de la vision l'Église de Martin Luther. 
De mars 1993 à 1996, Karlheinz Diez est nommé officier œcuménique. En 1998, il est nommé professeur d'études liturgiques à la Faculté de théologie de Fulda par Johannes Dyba. En 2002, il est élu vice-recteur de la faculté par la conférence de celle-ci et Heinz Josef Algermissen le nomme professeur ordinaire de théologie dogmatique, d'histoire du dogme et de théologie œcuménique. En août de la même année, le pape Jean-Paul II le titre « aumônier de Sa Sainteté ». 
Le 13 juillet 2004, il est nommé évêque titulaire de Villa Regis (de) et évêque auxiliaire de Fulda par le pape Jean-Paul II. Il est consacré évêque le 26 septembre 2004 en la cathédrale de Fulda par Heinz Josef Algermissen.

## Source de la traduction
- (de) Cet article est partiellement ou en totalité issu de l’article de Wikipédia en allemand intitulé « Karlheinz Diez » (voir la liste des auteurs).